# ダッソー ファルコン 20

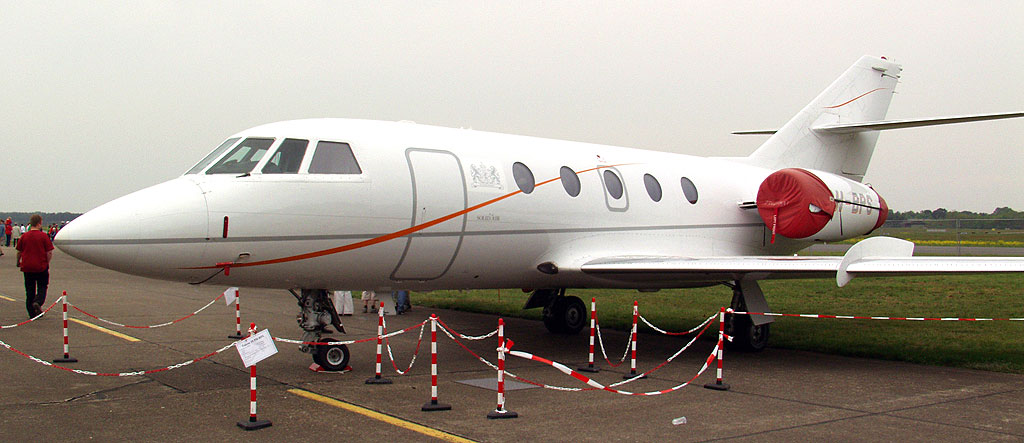
ファルコン 20

ダッソー ファルコン 20(Dassault Falcon 20)は、フランスのダッソー社が生産・販売していたビジネスジェット機。ダッソー ファルコンシリーズのうち、最初期に開発されたものである。後期生産型はファルコン 200と呼称された。

## 概要
ダッソーにとって初めてのビジネスジェット機として、1950年代から開発が開始された。初飛行は1963年5月4日。同社が開発したミステールIV戦闘機の空力データを一部流用して開発されたため、フランス国内での名称はミステール 20(Mystère 20)であるが、アメリカ向けにファン・ジェット・ファルコンの名称を使用したことから輸出用の名称としてはファルコンが用いられ、以後のシリーズでも踏襲されるようになった。
主翼は低翼配置の後退翼である。エンジンは双発であり、胴体後部側面に装備されている。水平尾翼は垂直尾翼の中ほどにつけられている。キャビンの高さは1.7m。
初飛行後、間もなくパンアメリカン航空から50機以上受注し、これがビジネス的な成功の主要因となった。また、軍用機としても人員輸送や特殊任務用などに広く採用された。1977年にはアメリカ沿岸警備隊の捜索救難機にも選定され、HU-25 ガーディアンとして41機が引き渡された。1988年まで生産され、総生産数は508機。

## 各型

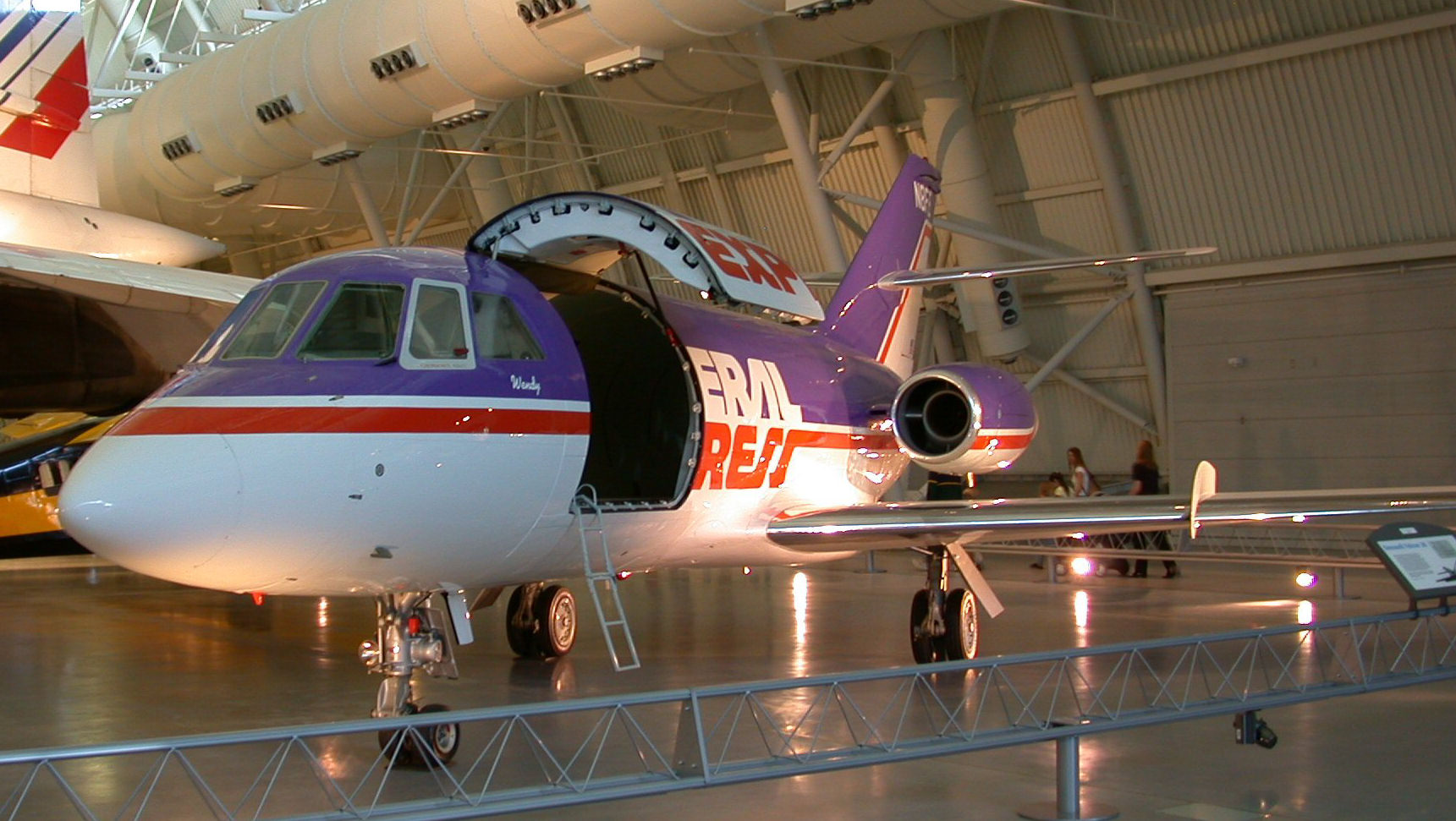
ファルコン・カーゴジェット

ファルコン 20
初期型。エンジンはGE製のGE700-2C。後にファルコン 20Cと呼ばれた。
ファルコン 20D
エンジンをGE700-2Dに変更し、燃料容量・最大離陸重量を増加。
ファルコン 20E
エンジンをGE700-2D-2に変更し、更なる最大離陸重量増加、大容量のスターター/ジェネレーターを装備。
ファルコン 20F
燃料タンクを拡大し、スラットの追加により離着陸性能が向上。
ファルコン 20G
海上哨戒・救難用。エンジンはギャレット・エアリサーチ製のATF3-6-2Cに変更。
ファルコン 200
旧称ファルコン 20H。エンジンをATF3-6A-4Cに変更、燃料タンクを拡大。
ファルコン・カーゴジェット
貨物機型。フェデックスが採用。
ファルコン 20C-5/D-5/E-5/F-5
エンジンをTFE731-5AR-2CあるいはTFE731-5BR-2Cに換装した改造機。
HU-25A ガーディアン
アメリカ沿岸警備隊の捜索救難機。ファルコン 20Gを基にしたもの。1982年配備開始。後継機はHC-144オーシャン・セントリー。
HU-25B ガーディアン
HU-25Aに側方監視レーダー(SLAR)を追加した型。
HU-25C ガーディアン
HU-25AにAN/APG-66レーダーを装備した型。麻薬密輸取り締まり任務に使用。
HU-25C+ ガーディアン
HU-25CのレーダーをAN/APG-66(V)2に換装したアップグレード型。
HU-25D ガーディアン
HU-25Aに逆合成開口レーダーを装備したアップグレード型。

## 採用国(軍/政府機関)
- アンゴラ
- オーストラリア
- ベルギー
- 中央アフリカ
- カナダ
- チリ
- コートジボワール
- ジブチ
- アルジェリア
- エジプト
- スペイン

- フランス
- ギニアビサウ
- イラン
- ヨルダン
- レバノン
- リビア
- モロッコ - 2024年時点で、モロッコ空軍が4機のファルコン20（うち2機はELINT型）を保有[1]。
- ニカラグア
- ノルウェー
- オマーン

- パキスタン - 2023年時点で、パキスタン空軍が1機のファルコン20Eを保有[2]。
- パナマ
- ペルー
- ポルトガル
- スーダン
- シリア
- チュニジア
- アメリカ合衆国
- ベネズエラ
- 南アフリカ共和国

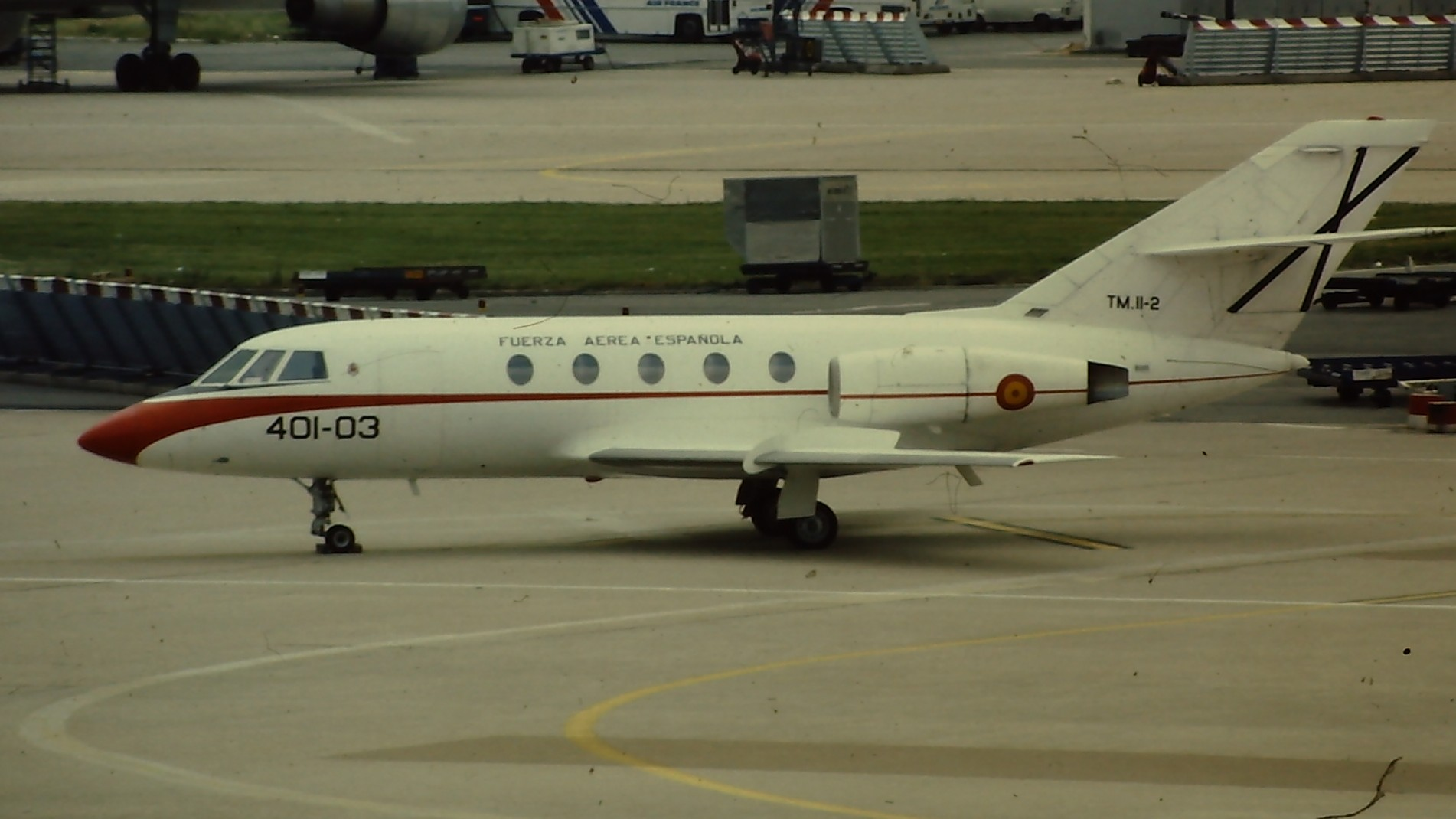
スペイン空軍のファルコン 20
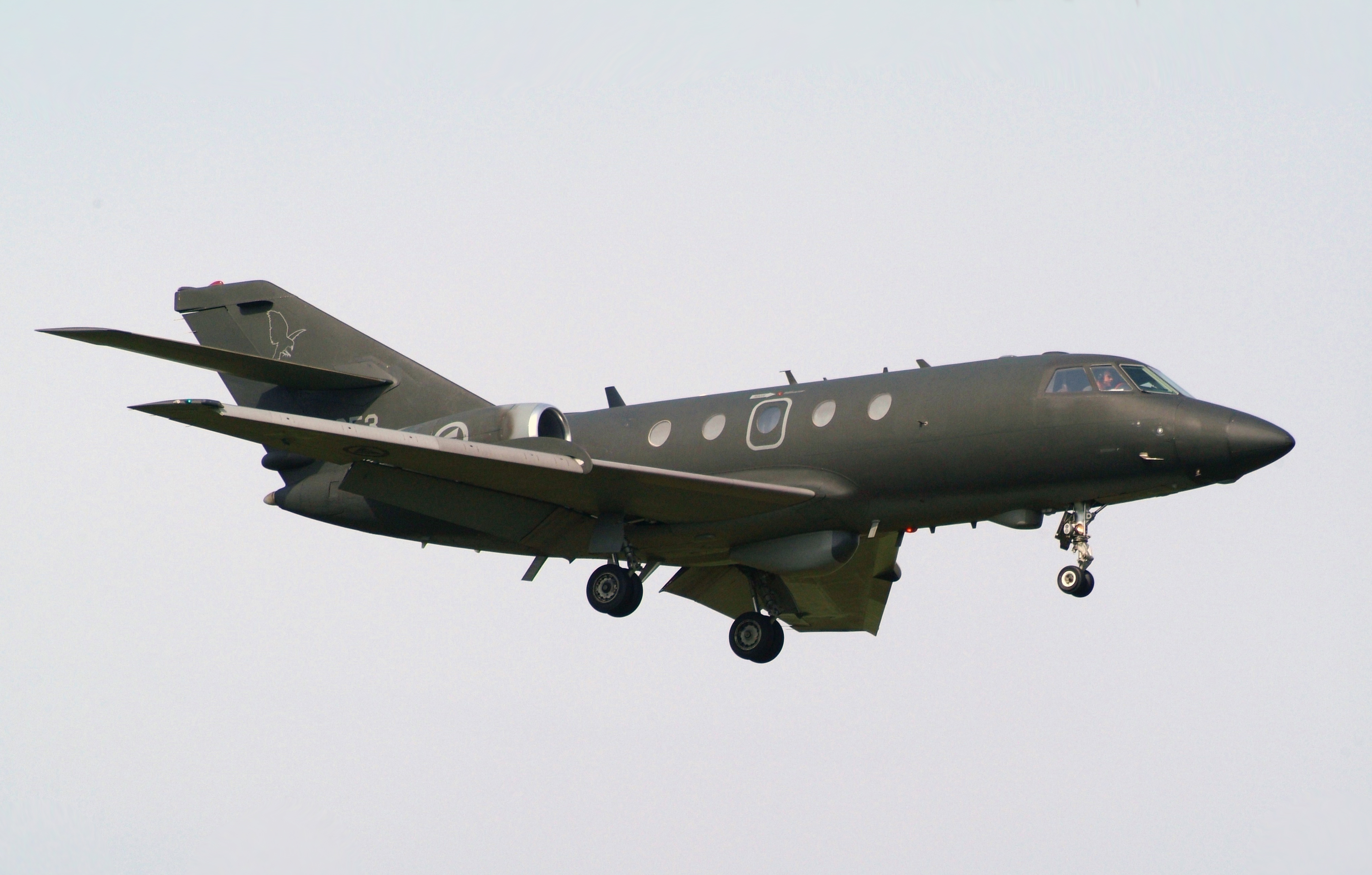
ノルウェー空軍のファルコン 20ECM（電子戦型）
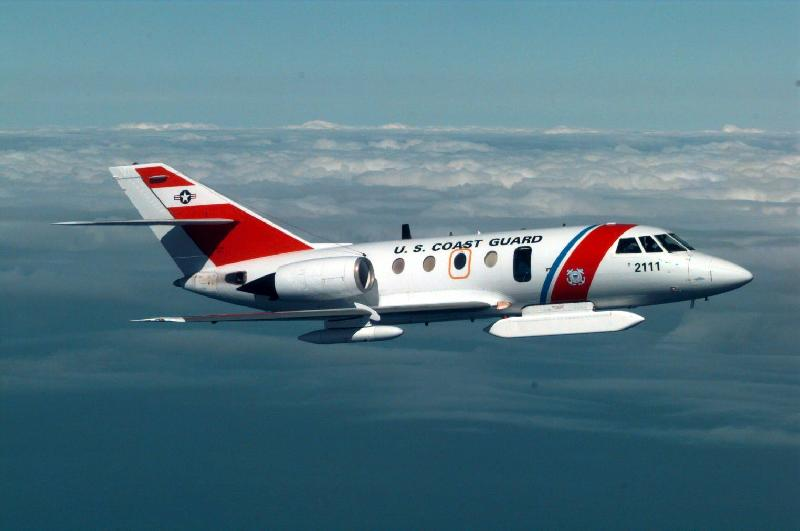
アメリカ沿岸警備隊のHU-25B ガーディアン

## 要目(ファルコン 200)
- 全長：17.15m
- 全幅：16.32m
- 全高：5.32m
- 自重：8.2t
- エンジン：ギャレット ATF3-6A-4C ターボファンエンジン（推力2.4t）2基
- 最大巡航速度：870km/h
- 航続距離：4,650km
- 乗員：2名
- 乗客：最大12名